# 남미 야구 선수권 대회
남아메리카 야구 선수권 대회(Campeonato Sudamericano de Béisbol)는 남미 야구 연맹 (CONSUBE)이 주관하는 국제 야구 대회이다. 브라질 상파울루에서 브라질, 아르헨티나, 페루 3개국이 출전한 가운데 1957년 10월 27일에 첫 대회가 개최되었다. 이후 1973년 9회 대회까지 평균 2년 주기로 열리다가 중단되었으나, 2011년 아르헨티나 야구 연맹을 주축으로 다시 대회가 부활 되었다. 2004년과 2005년 대회는 정식 남아메리카 선수권 대회 개최가 아니어서 2016년 현재 17회가 아닌 15회 대회로 이야기하기도 한다.
참가국은 남미 지역 야구 회원국 8개국이 해당되며 남미 팀간의 실력차로 남아메리카 지역에서는 나름 야구 강국인 베네수엘라는 2011년 대회 이후부터 출전을 잘 안했고 콜롬비아는 9회 대회 이전인 초창기에 출전을 안했다. 2016년에는 대회가 두번 개최되었다.

## 남미 지역 야구 연맹 회원국
- 베네수엘라
- 볼리비아
- 브라질
- 아르헨티나
- 에콰도르
- 칠레
- 콜롬비아
- 페루

## 역대 대회 결과[1]
| 연도 | 개최지           | 우승                | 준우승     | 3위             | 참가국수  |   |
| 1957 | 상파울루         | 브라질              | 페루       | 아르헨티나      | 3         | 3 |
| 1959 | 산티아고         | 브라질 · 아르헨티나 |            | 페루 에콰도르   | 5         | 5 |
| 1961 | 리마             | 베네수엘라          | 브라질     | 페루            | 5         | 5 |
| 1963 | 부에노스아이레스 | 에콰도르            | 브라질     | 페루            | 5         | 5 |
| 1966 | 과야킬           | 에콰도르            | 브라질     | 페루            | 5         | 5 |
| 1968 | 상파울루         | 브라질              | 아르헨티나 | 페루            |           |   |
| 1970 | 안토파가스타     | 브라질              | 아르헨티나 | 페루            |           |   |
| 1971 | 리마             | 브라질              | 에콰도르   | 페루            |           |   |
| 1973 | 부에노스아이레스 | 베네수엘라          | 브라질     | 아르헨티나      |           |   |
| 2004 | 부에노스아이레스 | 아르헨티나          | 브라질     | 에콰도르        | 5         | 5 |
| 2005 | 상파울루         | 브라질              | 베네수엘라 | 에콰도르        | 5         | 5 |
| 2011 | 부에노스아이레스 | 아르헨티나          | 에콰도르   | 브라질          | 6         | 6 |
| 2012 | 과야킬           | 아르헨티나          | 에콰도르   | 페루            | 5         | 5 |
| 2013 | 산티아고         | 아르헨티나          | 브라질     | 에콰도르 · 칠레 | 6         | 6 |
| 2015 | 쿠이아바         | 콜롬비아            | 브라질     | 페루            | 5         | 5 |
| 2016 | 리마             | 아르헨티나          | 브라질     | 페루            | 4         | 4 |
| 2016 | 부에노스아이레스 | 브라질              | 아르헨티나 | 콜롬비아        | 6         | 6 |
| 2018 | 부에노스아이레스 | 아르헨티나          | 브라질     | 칠레            | 4         | 4 |
| 2020 | 토코피야         | 대회 취소           | 대회 취소  | 대회 취소       | 대회 취소 |   |
| 2022 | 리마             | 브라질              | 아르헨티나 | 에콰도르        | 5         | 5 |
| 2024 | 리마             | 아르헨티나          | 브라질     | 칠레            | 5         | 5 |